# 德國身分證
德國身份證（德語：Personausweis，發音：[pɛʁzoˈnaːlʔaʊ̯sˌvaɪ̯s] ⓘ）由德國當地登記處和駐外外交使團簽發給德國公民，同時在柏林的Bundesdruckerei生產。 
2010年11月，經過四年的準備和規劃，德國成為60多個推出數字身份證的國家之一。
新身份證是一張信用卡大小的多功能卡，但它與普通身份證的不同之處在於它包含一個非接觸式電子芯片，可以存儲人的照片、個人數據，甚至指紋。
後來，在2017年，為了促進卡片的在線使用，德國讓每張新發行的身份證都具有激活的電子身份驗證功能。2020年，德國政府公佈了一項計劃，即最早在2021年秋季將國民身份證存儲在個人智能手機的SIM卡上，這樣就無需隨身攜帶實體卡，也無需讀卡器。這是德國公共當局牽頭最大的IT項目之一，目前已發行約5300萬張非接觸式身份證，經過8年的在線身份識別功能實施，據測量約有50%的用戶激活了該功能。

## 好處
電子身份證使在線執行管理程序成為可能，從而使其更加方便，因為它不受地點和時間的影響。此外，它可用於公共機構的自助終端，也可用於私人提供商的某些服務，金融服務提供商是最具潛力的部門，與各公司合作對於促進eID使用率是非常重要的原因。該服務的用戶報告說，它大部分工作都沒有任何問題。
最初，使用 eID 需要單獨的讀卡器，但自 2020 年 12 月起，可以通過應用程序使用它，這令使用和初始設置更加方便。政府大力加速發行從技術上允許使用電子政務服務的卡片（Thales，2020 年），將其作為其數字化政策的優先事項。所有身份證都通過激活的在線功能發放。

## 挑戰
電子身份證的好處對於德國公民來說在很大程度上是未知的，這就是為什麼絕大多數人不使用它。2019年，只有6%的德國公民使用了他們的電子身份證。報告顯示，32% 的人甚至沒有激活該服務，主要是因為他們不知道如何處理它或它是什麼，或者他們沒有看到它的附加價值。這表明德國政府未能傳達它為公民生活增加的潛在價值並建立對它的信任。上述應用的推出降低了使用門檻，但下載量僅為420萬人。政府的反應，例如在新發行的身份證上自動啟用服務並沒有真正成功，因為它們沒有解決信任和價值主張的問題。此外，與其他國家/地區相比，eID不適用於許多交易。只有45項服務可供所有德國公民使用，其餘86項僅可在特定城市和聯邦州使用。引入電子服務成本高昂，這意味著供應商所在地也存在適應障礙，特別是對於小型行政辦公室。發展緩慢也對在其他領域引入未來的電子服務造成問題。例如，eID 是其中一項數字化醫療記錄以助提供健康保險的要求。這意味著eID的緩慢適應也減緩了其他領域的數字化。

## 學習
在德國等發達國家，電子身份證是不可避免的選擇，因為它具有可行性和廣泛的可用性。在身份證中放置一個微芯片並存儲所需的數據，為每個擁有它的人提供電子識別和簽名。要獲得身份證，一個人必須在內政部 (MUP) 進行身份驗證。eID可以進行各種在線管理流程，但金融服務的運營商被認為可以從這項創新中受益並對其提供最大的支持。所有這些都是數字化政策的一部分。